# Corvo-marinho-de-patas-vermelhas
O corvo-marinho-de-patas-vermelhas (Poikilocarbo gaimardi) é uma espécie de ave da família Phalacrocoracidae, que nidifica nas zonas costeiras da América do Sul. É o único membro do género Poikilocarbo.

## Taxonomia
A espécie é monotípica (não são reconhecidas subespécies).